# Amager

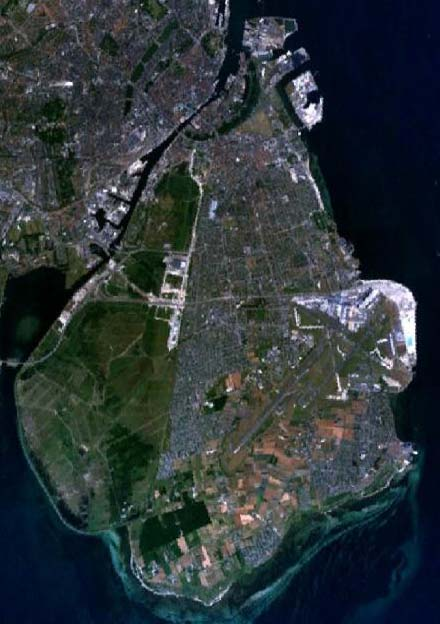
Photo satellite de l'île d'Amager.

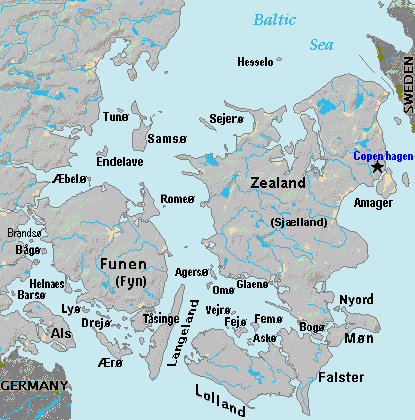
Carte de l'archipel danois, l'île d'Amager se situe à l'est de l'île de Seeland (Sjælland).

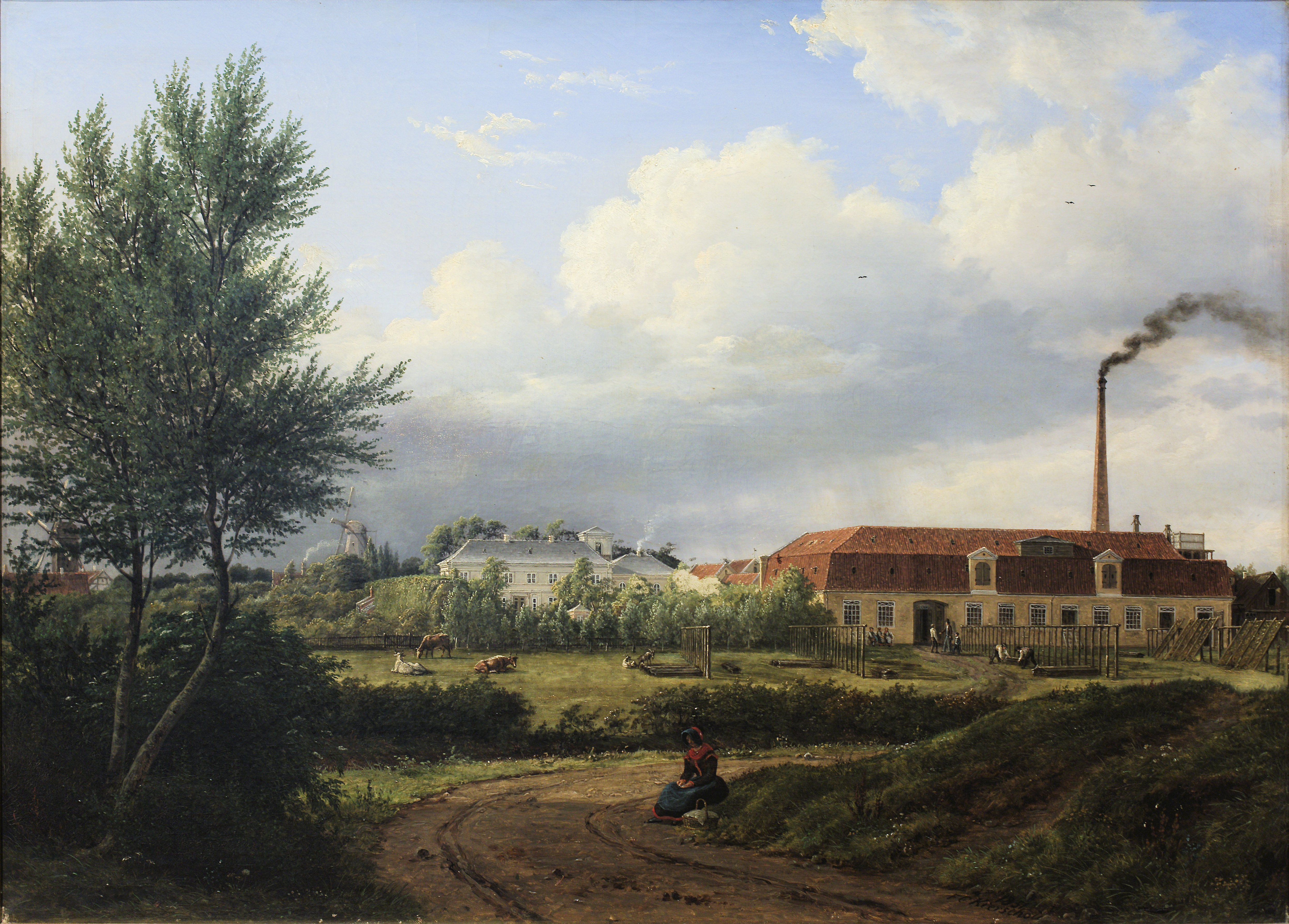
Amager en 1851. Peinture de F.C. Kiærskou.

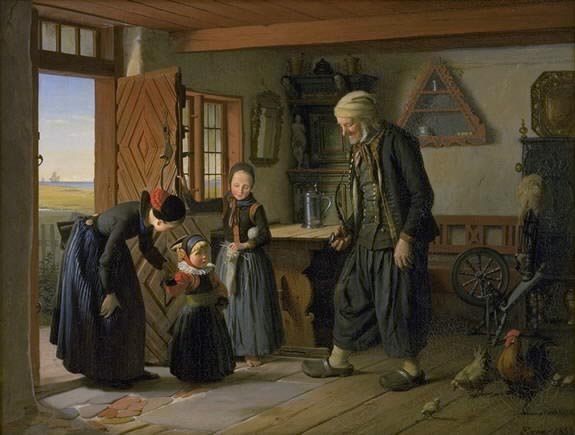
La visite au grand-père. Peinture de Julius Exner de 1853. Sur le mur, on peut voir une étagère Amager, amagerhylde.

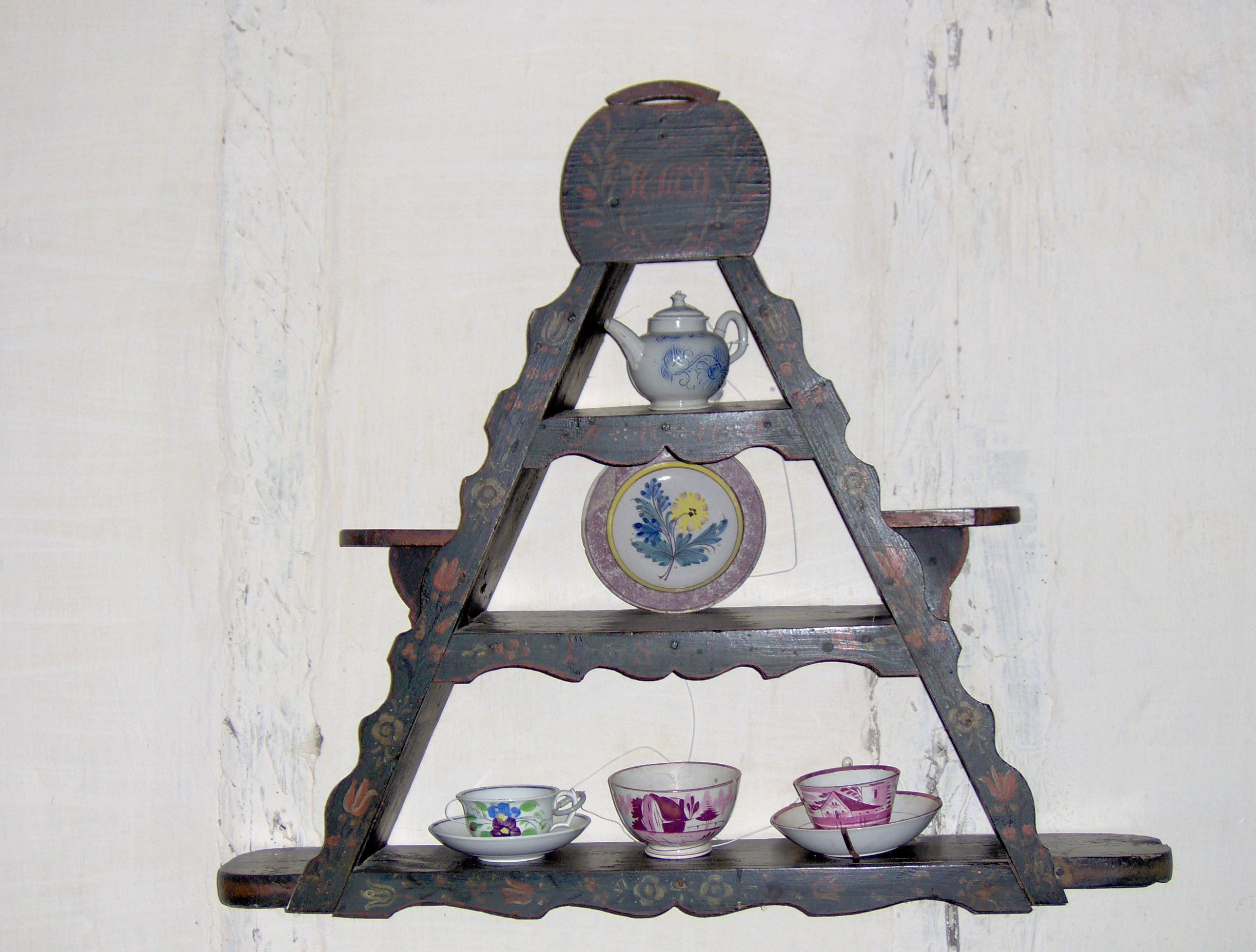
Amagerhylde, étagère Amager.

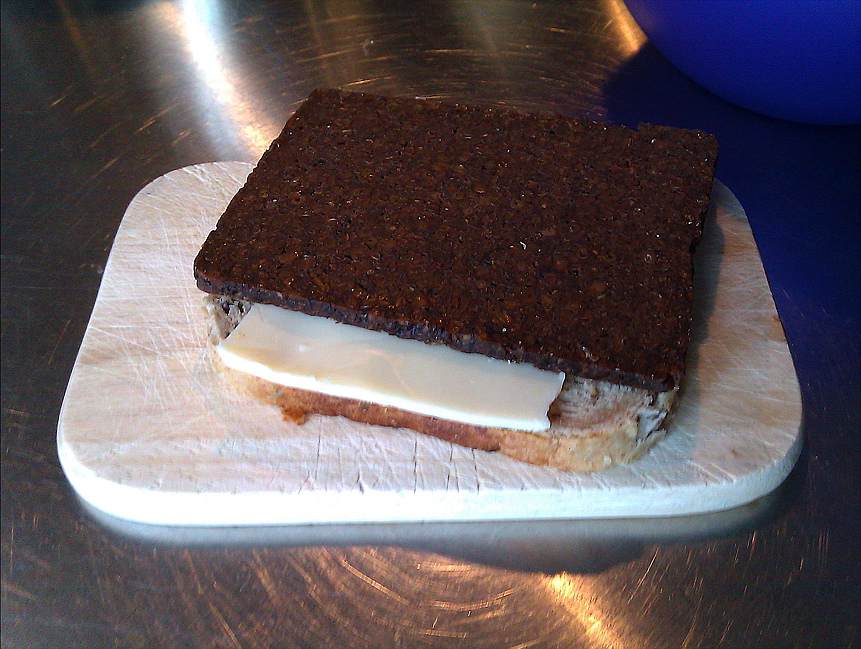
Amagermad avec du fromage.

Amager (API: [ˈɑmɑːˀ], [ˈɑmæːˀ(j)ɐ]) est une île danoise de l'Øresund d'une superficie de 96,29 km2, située à l'est de l'île voisine de Seeland (Sjælland), à laquelle elle est reliée par plusieurs ponts. La capitale du pays, Copenhague, qui se trouve essentiellement sur Seeland empiète également sur Amager, qui est  desservie par son métro.

## Histoire
Amager est habité depuis longtemps, principalement du fait de sa riche terre cultivable et de la proximité de Copenhague. Ce n'est qu'à la fin du XIXe siècle que la ville a commencé à s'étendre sur l'île. En 1902, ces quartiers furent incorporés à Copenhague.
Pendant la Seconde Guerre mondiale, principalement pour occuper les nombreux chômeurs, des terrains situés à l'ouest de l'île, nommés Kalvebod Fælled, furent pris à la mer avec la construction d'une grande digue. Le polder ainsi créé représente une superficie de 50 % de l'ancienne île, il a depuis lors été un champ de tir pour l'armée jusqu'en 1983, avant d'être aménagé depuis peu et forme un nouveau quartier, Ørestad, le reste de Kalvebod Fælled étant utilisé pour un terrain de golf, un site d'enfouissement de déchets ménagers, etc. Une large partie au sud-ouest de Kalvebod Fælled est cependant devenue une réserve naturelle, de type zone de protection spéciale, notamment pour la protection des oiseaux.

## Infrastructure
Le pont de l'Øresund qui relie le Danemark à la Suède passe sur la partie nord de l'île. Il a eu un fort impact sur sa géographie du fait de la construction d'autoroutes, qui a induit des nuisances mais aussi le désenclavement de l'île. L'aéroport de Copenhague se trouve lui au sud-est d'Amager.

## Tourisme
La côte orientale de l'île possède plusieurs plages. Cette zone balnéaire connue sous le nom d'Amager Strandpark (parc de la plage d'Amager) qui avait été laissée à l'abandon depuis sa création dans les années 1930 a connu une grande réhabilitation et extension entre 2004 et 2005 avec la construction d'une île artificielle de 2 km créant un petit lagon où sont pratiqués des sports nautiques. Des cafés, une marina et deux petits parcs récréatifs ont également été créés.

## Locutions avec 'Amager'
- Amar![1] – une formule d'innocence. L'origine du terme doit être recherchée dans le fait qu'Amager Fælled (terrain communal) a été utilisé pour les exécutions jusqu'à la fin du XIXe siècle[2].
- Amagerbroderi (broderie Amager) est une couture plate dans des couleurs variées connues d'Amager[3].
- Amagersyning (couture Amager) sont des techniques de broderie d'inspiration hollandaise[4].
- Amagergarn (coton Amager)  est fil à broder en coton mercerisé (allemand: Perlgarn)[5],[6].
- Amagerhylde (étagère Amager) - étagère en forme de A (étagère pyramidale)[7],[8],[9].
- Amagermad (sandwich Amager) est une combinaison de pain de seigle et de pain de blé avec du beurre entre des tranches, et évt. friandises[10],[11],[12].
- Amager-nummerplade (plaque d'immatriculation d'Amager) dénote un tatouage sur le bas du dos.

## Personnalités
- Frank Arnesen, footballeur danois

## Source
- (en) Cet article est partiellement ou en totalité issu de l’article de Wikipédia en anglais intitulé « Amager » (voir la liste des auteurs).